# Sassoferrato
Sassoferrato – miejscowość i gmina we Włoszech, w regionie Marche, w prowincji Ankona.
Według danych na styczeń 2010 gminę zamieszkiwały 7742 osoby przy gęstości zaludnienia 57,3 os./1 km².